# Robert Willan

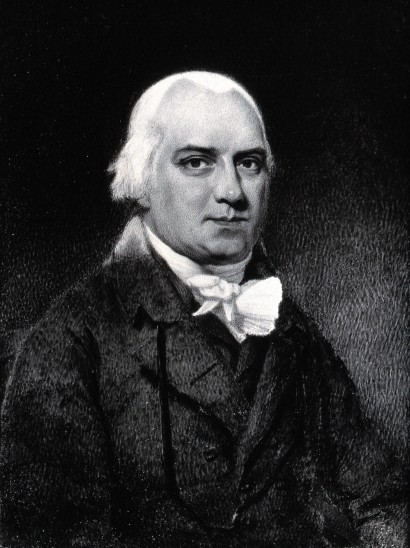
Robert Willan

Robert Willan (* 12. November 1757 in „The Hill“ nahe Sedbergh, Yorkshire; † 7. April 1812 auf Madeira) war ein englischer Arzt und gilt als Begründer der Dermatologie als medizinisches Fachgebiet.

## Leben
Ab 1777 studierte der Sohn eines Geburtshelfers Medizin an der Universität Edinburgh und promovierte dort 1780. Nach einem kurzen Aufenthalt in London praktizierte Willan ab 1781 in Darlington und befasste sich mit Heilwasser, bevor er 1783 wieder nach London zog. Hier war er als Arzt am neu gegründeten Carey Street Public Dispensary tätig. Hier arbeitete und lehrte er zusammen mit Thomas Bateman.
Nachdem Willan bereits einige Zeit an Tuberkulose gelitten hatte, machte er eine Erholungsreise nach Spanien. Während dieser Reise starb er im Jahr 1812 auf der Insel Madeira.

## Leistungen

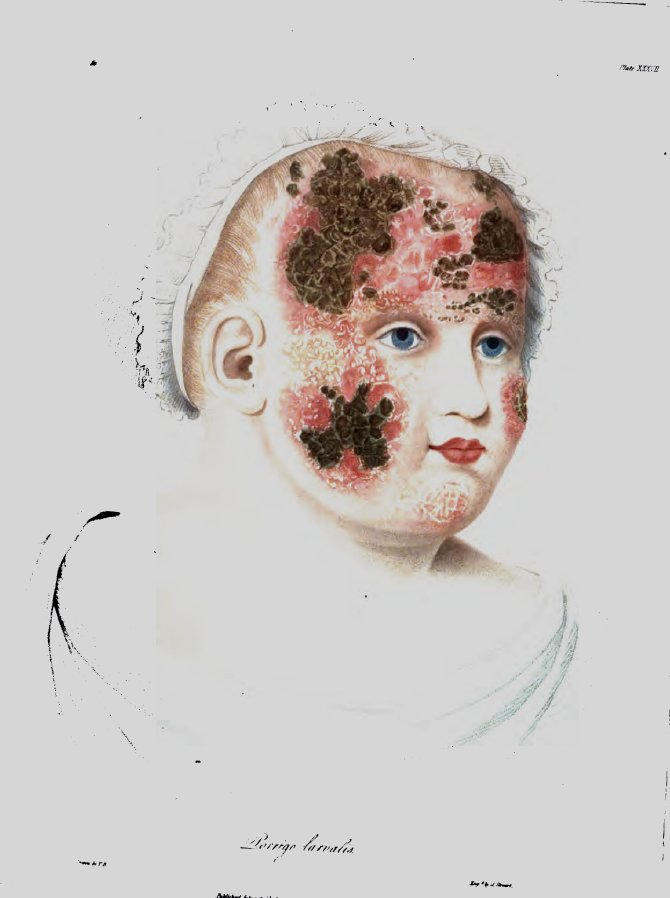
Stich des Atopischen Ekzems (porrigo larvalis) in Delineations of Cutaneous Diseases.

Zusammen mit Thomas Bateman entwickelte Willan den weltweit ersten Ansatz, Hautkrankheiten nach einer anatomischen Sichtweise zu klassifizieren.
Willans Buch On Cutaneous Diseases aus dem Jahr 1808 gilt als Meilenstein in der Geschichte der Dermatologie und medizinischer Illustration. Die von ihm in diesem Werk vorgestellte Nomenklatur wird zum Teil noch heute verwendet. Ein Beispiel ist pityriasis versicolor (Kleienpilzflechte). Weiterhin beinhaltet das Werk die erste Verwendung des Wortes lupus zur Beschreibung der Hauttuberkulose (lupus vulgaris).
Willan gilt als Erstbeschreiber mehrerer Krankheiten. 1790 veröffentlichte er einen Bericht („A Remarkable Case of Abstinence“) über einen jungen Engländer der im Jahr 1786 gestorben war, nachdem er 78 Tage gefastet hatte – eine der ersten Beschreibungen von Essstörungen bei männlichen Betroffenen. 1798 beschrieb Willan die beruflich bedingte Hautkrankheit psoriasis diffusa, welche an Händen und Armen von Bäckern auftritt. 1799 beschrieb er als erster den typischen Ausschlag der Ringelröteln. Außerdem beschrieb Willan erstmals das klinische Erscheinungsbild des atopischen Ekzems.
Neben der Dermatologie veröffentlichte Willan Arbeiten über die Epidemiologie von Erkrankungen des Verdauungstrakts bei der Londoner Bevölkerung sowie über die Pockenimpfung.
Für die Klassifizierung von Hautkrankheiten erhielt Willan 1790 die Fothergillian Gold Medal von der Medical Society of London. 1809 wurde er als gewähltes Mitglied (fellow) in die Royal Society aufgenommen.
Nach seinem Tod setzte Thomas Bateman die Arbeit Willans fort und veröffentlichte weitere Ergebnisse aus Willans Nachlass. So vervollständigte er eine von Willan begonnene Serie mit Abbildungen von Hautkrankheiten, die 1817 unter dem Titel Delineations of Cutaneous Diseases erschien.

## Belege